# Чемпионат Беларуси по шашечной композиции 2016
Чемпионат Белоруссии по шашечной композиции 2016 года, оригинальное название — Второй этап XVIII чемпионата Беларуси по шашечной композиции — национальное спортивное соревнование по шашечной композиции. Организатор — комиссия по композиции Белорусской Федерации Шашек. Соревнования проходили заочно с 1 май 2016 года по 20 декабря 2016 года в пяти разделах шашек-100.
Выполнившим квалификационные разрядные нормы, согласно действующей ЕСК РБ, могли присваиваться разряды и звания по шашечной композиции.

## О турнире
Начиная с 1991 года, белорусские чемпионаты стали проводиться раз в два года, при этом разделив соревнования по русским и международным шашкам на ежегодные этапы чемпионата. Суммирования очков этапов не производилось. Таким образом, в XVIII чемпионате Беларуси по шашечной композиции на 1-м этапе в 2015-м году соревновались в русские шашки, а на 2-м этапе — в международные.
Чемпионат проводился в целях:
— Выявления лучших произведений, созданных за период с 10 апреля 2014 года по 10 апреля 2016 года.
— Определения сильнейших шашечных композиторов республики за указанный период
— Повышения мастерства шашечных композиторов
— Популяризации шашек средствами шашечной композиции.
Соревнования проводились в 5 дисциплинах: миниатюры, проблемы, задачи, этюды, дамочные проблемы.
Каждый участник может представить на чемпионат не более шести произведений (композиций) в разделе, созданных самостоятельно или в соавторстве, новых или опубликованных после 10 апреля 2014 года. Если композиция является исправлением ранее забракованной, то автор должен привести первое место публикации позиции, которая исправляется и саму позицию с решением. Исправление и углубление ранее составленных и опубликованных композиций в сроках не ограничивается, но если она уже участвовала в чемпионатах Беларуси и получала положительную оценку, то предшествовавшая позиция будет рассматриваться как ИП. Допускались композиции, которые ошибочно не были оценены в предыдущих соревнованиях.
Коллективное произведение шло в зачет соавтору, представившему это произведение на данное соревнование. Композиции высылаются, как обычной, так и электронной почтой с полным решением в краткой записи: указанием композиционных ветвей, ложных следов и других комментариев, финалов в задачах, а также первоисточника, участия в других соревнованиях и полученных оценок. Для новых композиций указывается, что они не опубликованы.
В разделе дамочные проблемы допускаются позиции с обязательным наличием дамки (дамок) в начальной расстановке со стороны белых или черных с любым соотношением сил, отличающимся от раздела этюды. Наличие дамок в начальной расстановке, которые можно заменить простой без ущерба для качества позиции бракует её.
Соревнование проводится по Кодексу шашечной композиции, вступившего в силу с 1 июля 2004 года. В разделе дамочные проблемы соревнование проводится по правилам шашечной композиции CPI FMJD.
Судейская бригада не имела право принимать участие ни в одном из разделов.

## Судейская коллегия
Состав:
- координатор — Пётр Шклудов (Беларусь)
- по три судьи в каждом разделе —

Этюды-100
Судьи: Вирмантас Масюлис (Литва), Арсен Ныров (Россия), Александр Катюха (Украина)
Задачи-100
Судьи: Александр Резанко, Пётр Матус (оба — Беларусь), Владимир Рычка (Украина)
Миниатюры — 100
Судьи: Вирмантас Масюлис (Литва), Михаил Левандовский, Анатолий Уваров (оба — Украина)
Проблемы — 100
Судьи: Иван Ивацко , Михаил Левандовский (оба — Украина), Римас Мацкявичюс (Литва)
дамочные проблемы — 100
Судьи: Юрий Голиков (Россия), Геннадий Андреев (Латвия), Анатолий Уваров (Украина)

## Подведение итогов
Победители каждого раздела чемпионата определялись по сумме очков четырёх лучших (зачетных) композиций. При равенстве этих показателей победитель определяется по:
а) более высокой оценке лучшего произведения;
б) при равенстве этого показателя по более высокой оценке второго произведения за лучшим и т. д.

## Ход турнира
В течение нескольких месяцев, во время которых проходил чемпионат, скончались спортсмен Николай Бобровник и судья Анатолий Уваров.
Анатолий Васильевич не смог закончить судейскую работу (не провел окончательную корректировку оценок с учетом всех замечаний). Комиссия по композиции при ОО БФШ решила оставить его оценки как есть — не исключать, и никак не корректировать.
В чемпионате 4 золотые медали выиграл Петра Шклудова (г. Новополоцк), четыре серебряные медали у Виктора Шульги (г. Минск).

## Спортивные результаты
Проблемы-100.
 Пётр Шклудов (г. Новополоцк)— 32,375.  Виктор Шульга (г. Минск) — 30,125.  Александр Сапегин (Могилевская область) — 28,625. 4. Иван Навроцкий (г. Минск) — 27,0. 5. Григорий Кравцов (Могилевская область) — 26,5. 6. Пётр Кожановский (Брестская область) — 25,375. 7. Николай Крышталь (Брестская область)— 25,25. 8. Владимир Малашенко (г. Могилев) — 23,375. 9. Дмитрий Камчицкий (г. Могилев) — 23,0. 10. Виталий Ворушило (г. Минск) — 22,375. 11. Николай Лешкевич (г. Минск)— 18,75. 12. Николай Грушевский (г. Минск)— 9,875. 13. Александр Коготько (г. Бобруйск) — 0.
Дамочные проблемы-100
 Пётр Шклудов (г. Новополоцк) — 32,5 очка.  Виктор Шульга (г. Минск) — 26,5.  Иван Навроцкий (г. Минск) — 25,5. 4. Пётр Кожановский (Брестская область) — 24,0. 5. Дмитрий Камчицкий (г. Могилев) — 17,625. 6. Григорий Кравцов (Могилевская область) — 16,625. 7. Виталий Ворушило (г. Минск)— 14,25.
Миниатюры-100.
 Пётр Шклудов (г. Новополоцк) — 25,375 очка.  Виктор Шульга (г. Минск) — 21,375.  Иван Навроцкий (г. Минск) — 18,875. 4. Пётр Кожановский (Брестская область) — 18,125. 5. Александр Сапегин — 17,25. 6. Виталий Ворушило (г. Минск)— 16,125. 7. Николай Крышталь (Брестская область)— 14,5. 8. Дмитрий Камчицкий (г. Могилев) — 13,75. 8.— 23,625. 9. Николай Грушевский (г. Минск)— 12,5. 10. Григорий Кравцов (Могилевская область) — 11,5. 11. Николай Лешкевич (г. Минск)— 5,75. 12. Александр Коготько (г. Бобруйск)— 2,0.
Задачи-100.
 Александр Шурпин (Минская область) — 36,5 очка.  Анатолий Шабалин (г. Минск)— 34,5.  Николай Крышталь (Брестская область)— 22,0.4. Николай Зайцев — 20,5. 5-6. Виталий Ворушило (г. Минск), Николай Бобровник — 0.
Этюды-100.
 Пётр Шклудов — 17,125 очка.  Виктор Шульга (г. Минск)— 14,5.  Дмитрий Камчицкий (г. Могилев)— 13,75. 4. Иван Навроцкий (г. Минск) — 10,5. 5. Пётр Кожановский (Брестская область)— 8,375. 6. Виталий Ворушило (г. Минск)— 4,75. 7. Александр Коготько (г. Бобруйск)— 1,5.

## Награждение
Победителю каждого раздела присвоено звание чемпиона Республики Беларусь по шашечной композиции. Они награждены дипломами I степени, медалями. Участники, занявшие второе и третье места, награждены соответственно дипломами II и III степени, медалями.